# Colopus
Colopus es un género de geckos de la familia Gekkonidae. Son especies nocturnas, y terrestres que se encuentran en Sudáfrica, en Namibia, en Botsuana y en el desierto de Kalahari.

## Especies
Se reconocen las siguientes dos especies:
- Colopus kochii (FitzSimons, 1959)
- Colopus wahlbergii Peters, 1869